# 사이클론 나르기스
사이클론 나르기스(Cyclone Nargis, JTWC 명칭: 01B)는 2008년 4월 27일에 발생하여 2008년 5월 3일에 소멸하였으며 2008년 5월 2일, 미얀마를 강타한 대형 사이클론이다. 인도 기상청 해석으로 중심기압 962hPa / 3분 평균 최대 풍속 45 m/s (90kt), JTWC 해석으로 1분 평균 최대 풍속 60 m/s (115kt)까지 발달했다. 태풍 매미나 허리케인 카트리나보다는 1등급 낮은 SSHS 4등급 사이클론이다.

## 사이클론의 진행

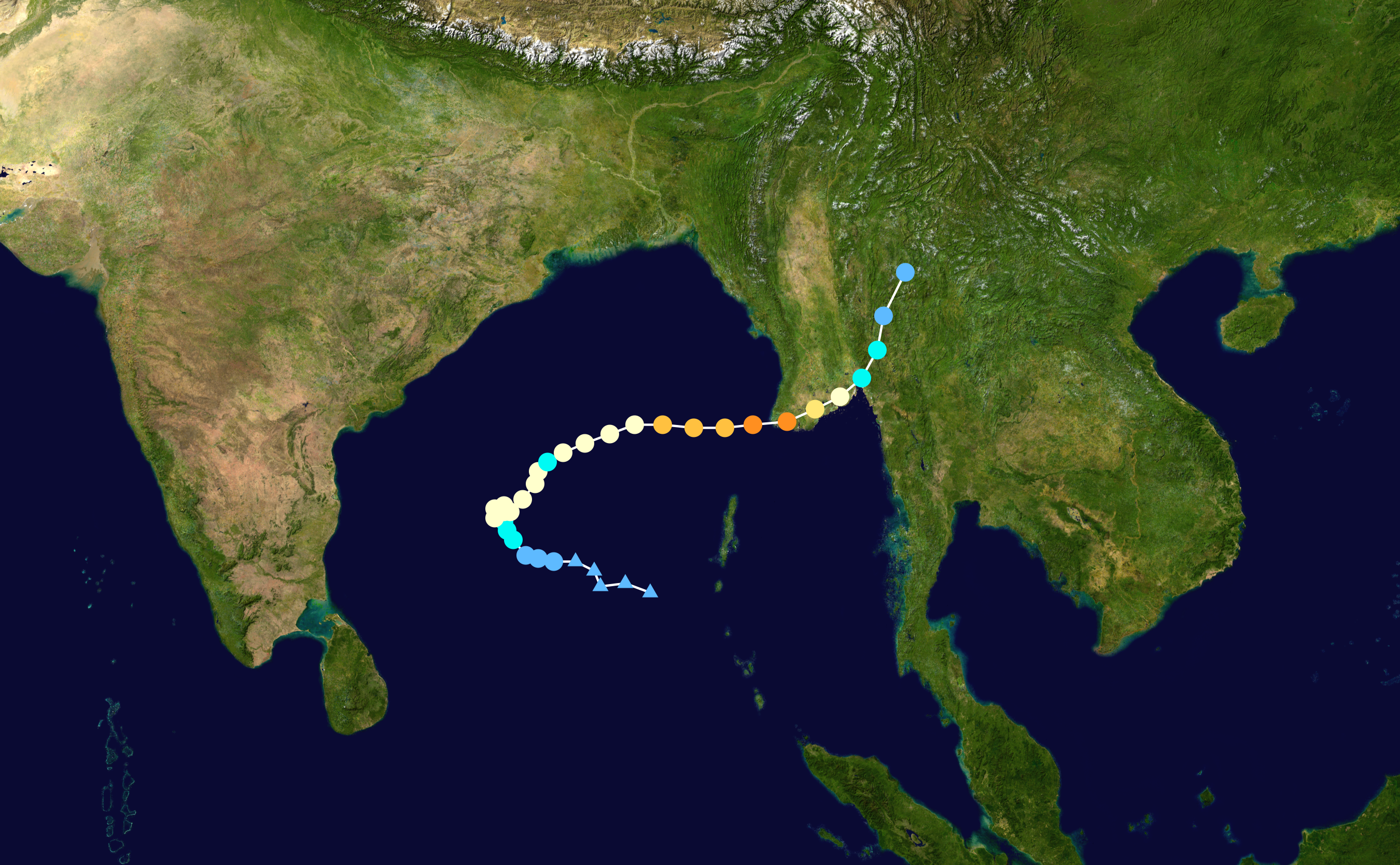
사이클론 나르기스의 진행경로

2008년 4월 마지막 주에, 인도 첸나이의 동남쪽 1150 km 떨어진 벵골만에서 저기압이 발생하였다.
강한 상승기류 등의 복합적인 요인으로 저기압이 더욱 발달하였고, 미얀마와 태국 국경 근처의 험준한 지형을 통과하면서 급격히 세력이 약화되었다. 이후에 미국 합동태풍경보센터는 나르기스를 열대저기압 등급 중 가장 낮은 등급으로 분류하였다.

## 시간별 요약
- 2008년 4월 26일 - 인도 기상청의 야다브 대변인은 "26일에 사이클론이 오고 있음을 알려줬다."고 밝혔다.[4] (인도 기상청이 그 지역의 RSMC를 맡고 있다.)
- 2008년 4월 27일 - 사이클론 나르기스 발생
- 2008년 5월 1일 - 인도 기상청의 야다브 대변인은 "강타 48시간 전에 사이클론 착륙 지점과 강도 등을 알려줬다."고 밝혔다.[4]
- 2008년 5월 2일 - 오후 9시, 사이클론 나르기스가 JTWC 해석의 1분 평균 최대풍속 55m/s (105kt) 로 미얀마에 상륙
- 2008년 5월 3일 - 새벽 3시, 사이클론 나르기스가 JTWC 해석의 1분 평균 최대풍속 45m/s (85kt) 로 미얀마 내륙 진행
- 2008년 5월 3일 - 사이클론 나르기스 소멸

## 피해

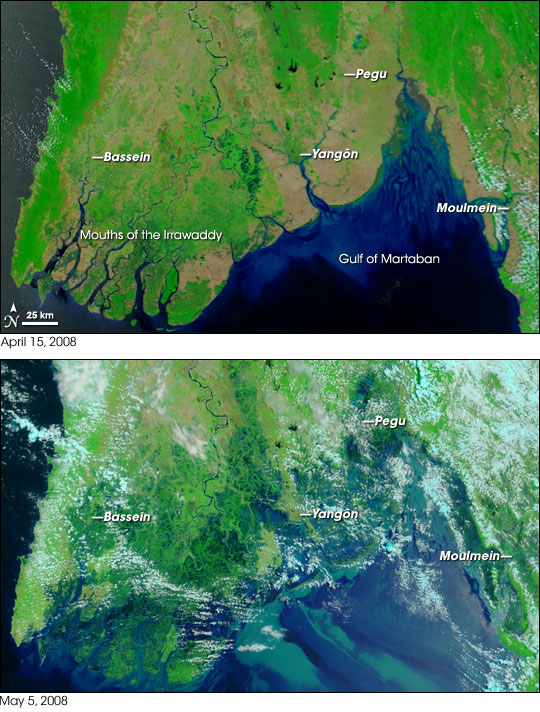
NASA 테라 위성 사진
좌하단이 이라와디 삼각주이며, 미얀마 인구의 절반이 거주한다.
위: 2008년 4월 15일
아래: 2008년 5월 5일

사이클론 나르기스는 2008년 5월 2일 미얀마에 상륙해 2008년 5월 3일 풍속 52.7m/s로 중남부 지역을 강타했다. 2008년 5월 3일, 미얀마 인구의 절반 가량이 거주하는 이라와디(Irrawaddy) 삼각주와 양곤 등 서남부 지방을 강타했다. 미얀마 최대도시인 양곤(인구 4백만)에서는 가옥 2만채가 파괴됐고 전기와 가스 공급이 나흘째 중단되었다.
피해 직후인 5월 6일에는 미얀마의 에야워디(Ayeyarwady) 지방과 양곤 지방을 강타한 사이클론으로 인한 사망자 수가 2만여 명, 실종자 수가 4만여 명에 달하는 것으로 발표되었다.

5월 16일 공식 발표한 집계에 따르면, 사망 77,738명, 실종 55,917명으로 총 133,600여 명이 희생되었다.

## 같이 보기
- 1970년 볼라 사이클론